# Château de Beauretour
Cet article concerne le château de Beauretour dans l'Ain. Pour l'ancien château de Beauretour à Charbuy, propriété des évêques d'Auxerre, voir Charbuy.
Le château de Beauretour est une ancienne maison forte, bâti vers 1400 par Jean de Rossillon, centre de la seigneurie de Beauretour, dont les ruines se dressent sur le territoire de la commune française de Saint-Germain-les-Paroisses, dans le département de l'Ain, en région Auvergne-Rhône-Alpes.
Les vestiges du château sont inscrits aux monuments historiques.

## Localisation
Les ruines du château de Beauretour sont situés sur la commune de Saint-Germain-les-Paroisses, à 1,5 kilomètre au nord-nord-est du bourg, à l'extrémité d'une crête dominant à l'ouest le hameau d'Essieu, dans le département français de l'Ain. Il contrôlait le grand chemin de Belley à Innimond.

## Historique
Il est fait mention de ce château de Beauretour pour la première fois dans un texte daté de 1137. Cependant, un autre texte datant lui de 1150 parle de « première construction » du château. Cela jette un doute sur l’exactitude chronologique mais, selon toute vraisemblance, ces éléments datent bien le château du XIIe siècle[réf. nécessaire]. D'autres sources disent que le château est bâti par Jean de Rossillon, vassal du comte de Savoie vers 1400.
La bâtisse tiendrait son nom de la seconde croisade, la forteresse étant devenu le lieu de repos de son propriétaire à son retour de Terre Sainte[réf. nécessaire].
Pierre de Rossillon, chevalier, reçoit du Comte Vert, par lettres datées à Chambéry du 15 avril 1359, l'inféodation avec toute la justice haute, moyenne et basse sur les hommes et fiefs qu'il avait dans la châtellenie et ressort de Rossillon. Jean de Rossillon, chevalier, vivant vers 1400, descendant de Pierre, fait bâtir le château en un lieu appelé Beauretour qui était de son fief et ou il avait justice dans la châtellenie de Rossillon et se qualifia dès lors de seigneur de Beauretour, dont les successeurs du nom et armes de Rossillon, de père en fils, en feront hommage aux ducs de Savoie.
En 1793, le château brûle. Il subit également des pillages et des destructions.

## Description
Le site semble fortifié depuis le milieu du XIIe siècle. Au XXIe siècle il ne subsiste que des ruines d'une enceinte, et de logis, et un donjon carré dressé du côté de l'attaque.
L'édifice de plan rectangulaire est entouré de divers aménagements : fossés, terrasses, courtine.
Le logis consiste en un long bâtiment comportant, à chaque extrémité, une tour non saillante et une tourelle d'escalier au centre de la façade. L'ensemble peut être attribué à la fin du XVe siècle et illustre l'architecture féodale finissante.

## Protection aux monuments historiques
Le château en totalité, y compris l'emprise foncière fortifiée, est inscrit au titre des monuments historiques par arrêté du 25 septembre 2003.